# 王莽币
王莽币为西汉末年到新朝时期王莽币制改革所发行的一系列钱币。

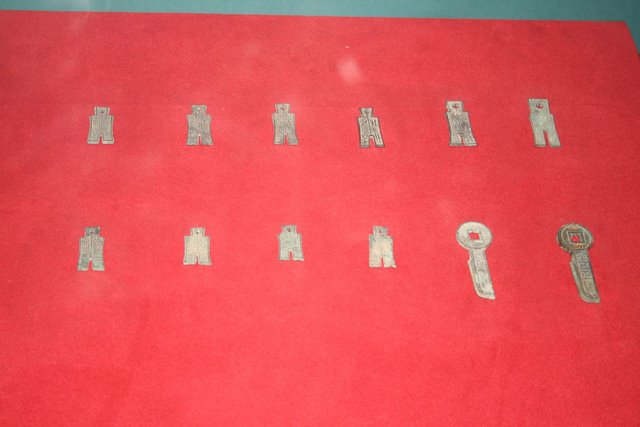
王莽币，現藏陕西历史博物馆

## 币制改革
王莽当政后，为了削弱汉朝旧族势力，以及对百姓的财富掠夺，他以“托古改制”为名进行了一系列的币制改革。刀币和布币都在改革中恢复，但从形态上与春秋战国时的并不相同。由于币制复杂混乱，导致民间交易很不顺畅。并且每次改制的钱币大小不断缩小，价却越来越高，实质上剥削了普通民众的财富。币制改革的失败也是新朝迅速灭亡的原因之一。
尽管王莽的改革是失败的，但他所发行的一系列钱币却是古钱史上的精品。货币多采用悬针篆的字体，制作十分精美。史籍失載的国宝金匮直万是价值最高的古钱之一，存世極少。2006年西安還曾出土過国珍金匮五千等西汉末期及新朝的貨幣。据考证，这两种币均可能为西汉居摄二年（公元7年）第一次货币改革时的产物，未流通，属试铸品。
布泉也是史籍失載的新朝貨幣。有学者认为其非货币，而是《漢書·卷九十九中·王莽傳第六十九中》中所说的“始建国二年……吏民出入，持布錢以副符傳，不持者，廚傳勿舍，關津苛留。公卿皆持以入宮殿門，欲以重而行之。”但也有学者根据现存钱范等证据认为，布泉实属货币，且流通过，是与第四次货币改革时发行的货泉同时流通的。而上述《漢書·王莽傳》中所說者為大布黄千。还有学者认为，布泉是王莽于第四次货币改革后，又尝试进一步收缩之前的改革措施，将货布、货泉二品改为布泉一品，逐步暗地推行。其铸造时间应为地皇元年至王莽死亡之间。

## 种类

### 第一次改革（西漢居摄二年，即公元7年）

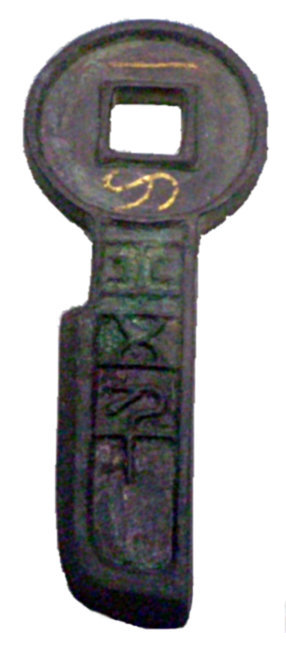
一刀平五千

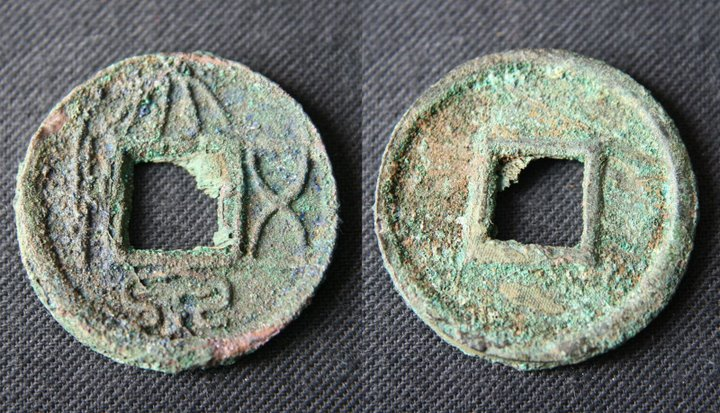
大泉五十

《漢書·卷九十九上·王莽传第六十九上》载，居摄二年“五月，更造貨：錯刀，一直五千；契刀，一直五百；大錢，一直五十，與五銖錢竝行。民多盜鑄者。禁列侯以下不得挾黃金，輸御府受直，然卒不與直。”此为第一次币制改革。
《漢書·卷二十四下·食貨志第四下》載，“王莽居攝，變漢制，以周錢有子母相權，於是更造大錢，徑寸二分，重十二銖，文曰「大錢五十」。又造契刀、錯刀。契刀，其環如大錢，身形如刀，長二寸，文曰「契刀五百」。錯刀，以黃金錯其文，曰「一刀平五千」。與五銖錢凡四品，並行。”現流傳下來的錢幣實物，大錢文為“大泉五十”。
玆据《漢書·卷二十四下·食貨志第四下》及現存實物列表如下：

### 第二次改革（新朝始建国元年，即公元9年）
《漢書·卷九十九中·王莽傳第六十九中》載，王莽于始建国元年“乃更作小錢，徑六分，重一銖，文曰「小錢直一」，與前「大錢五十」者為二品，並行。欲防民盜鑄，乃禁不得挾銅炭。”同時五銖錢被廢。《漢書·卷九十九中·王莽傳第六十九中》載，“是時百姓便安漢五銖錢，以莽錢大小兩行難知，又數變改不信，皆私以五銖錢市買。訛言大錢當罷，莫肯挾。莽患之，復下書：「諸挾五銖錢，言大錢當罷者，比非井田制，投四裔。」於是農商失業，食貨俱廢，民人至涕泣於市道。及坐賣買田宅奴婢，鑄錢，自諸侯卿大夫至于庶民，抵罪者不可勝數。”
玆据《漢書·卷二十四下·食貨志第四下》及現存實物列表如下：
《漢書·卷九十九中·王莽傳第六十九中》又載，新朝始建國元年（9年）冬，“遣諫大夫五十人分鑄錢於郡國。”

### 第三次改革（新朝始建国二年，即公元10年）

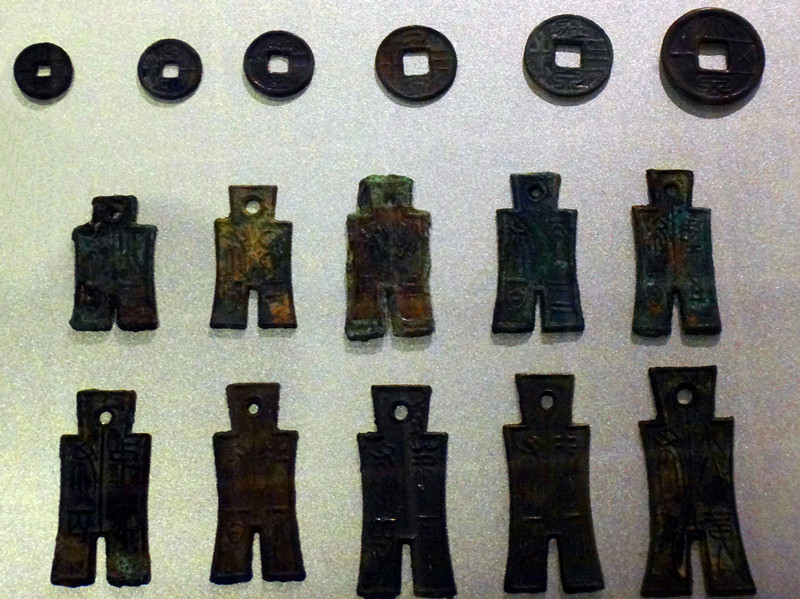
六泉十布

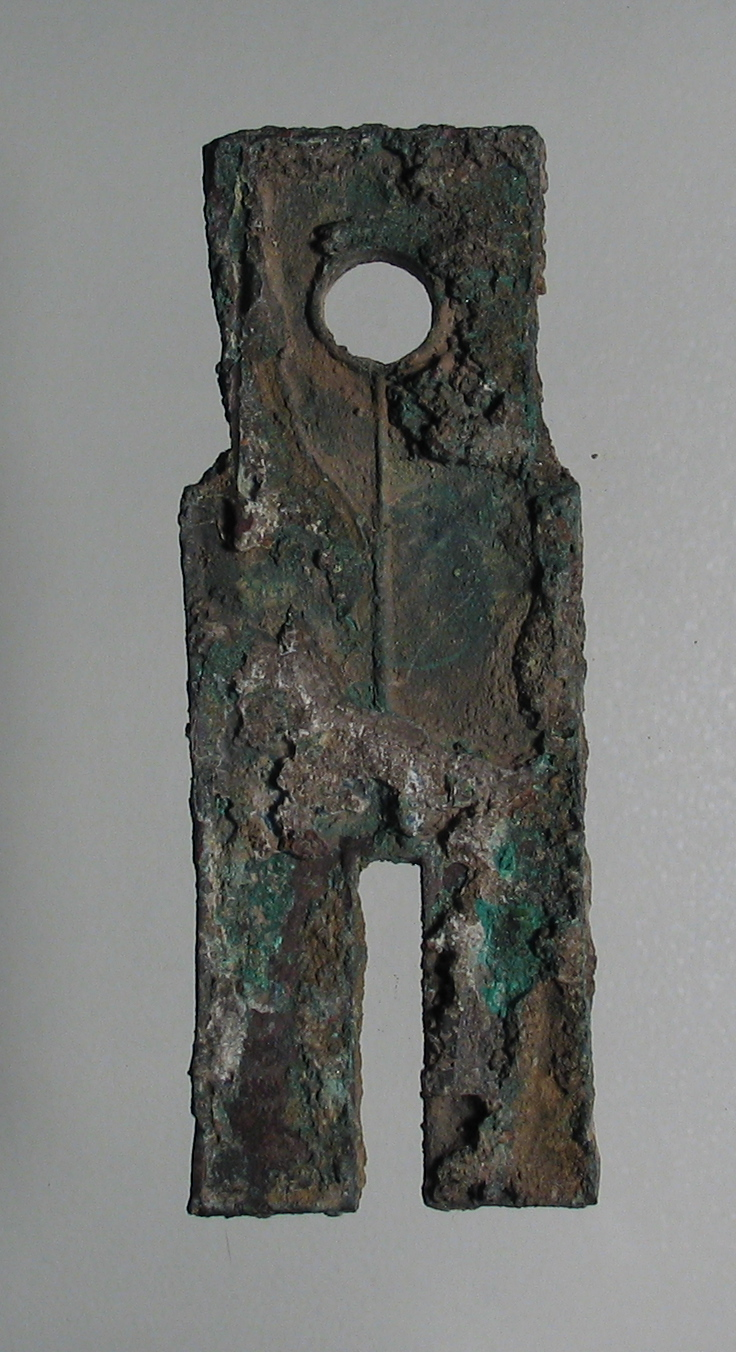
布货之一（背面）

五物（金、银、龟、贝、铜）六名（钱货、金货、银货、龟货、贝货、布货）二十八品
《漢書·卷二十四下·食貨志第四下》載，“莽即真以為書「劉」字有金刀，迺罷錯刀、契刀及五銖錢，而更作金、銀、龜、貝、錢、布之品，名曰「寶貨」。”“凡寶貨五物，六名，二十八品。”二十八品中，有金貨一品，銀貨二品，龜寶四品，貝貨五品，布貨十品，钱货六品。其中钱货六品後世稱為“六泉”（存世品文皆作“泉”，如“小泉直一”、“大泉五十”等），布货十品後世稱爲“十布”。
玆据《漢書·卷二十四下·食貨志第四下》及存世實物列二十八品如下：
《漢書·卷九十九中·王莽傳第六十九中》，“莽以錢幣訖不行，復下書曰：「民以食為命，以貨為資，是以八政以食為首。寶貨皆重則小用不給，皆輕則僦載煩費，輕重大小各有差品，則用便而民樂。」於是造寶貨五品，語在食貨志。百姓不從，但行小大錢二品而已。盜鑄錢者不可禁，迺重其法，一家鑄錢，五家坐之，沒入為奴婢。吏民出入持布錢以副符傳，不持者，廚傳勿舍，關津苛留。公卿皆持以入宮殿門，欲以重而行之。”
《漢書·卷二十四下·食貨志第四下》，“百姓憒亂，其貨不行。民私以五銖錢市買。莽患之，下詔：「敢非井田挾五銖錢者為惑衆，投諸四裔以御魑魅。」於是農商失業，食貨俱廢，民涕泣於市道。坐賣買田宅奴婢鑄錢抵罪者，自公卿大夫至庶人，不可稱數。莽知民愁，迺但行小錢直一，與大錢五十，二品並行，龜貝布屬且寢。”
始建国五年（13年），“以犯挾銅炭者多，除其法。”

### 第四次改革（新朝天鳳元年，即公元14年）

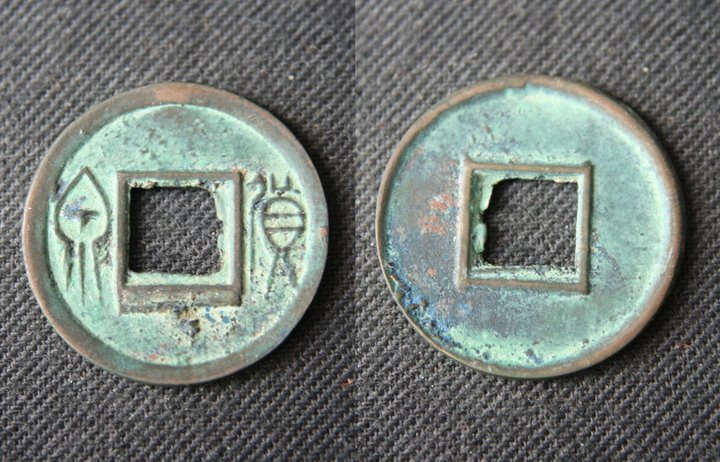
貨泉

禁止大小钱，铸造货泉与货布，25個貨泉值一個貨布
此次改革始于天鳳元年（公元14年）。《漢書·卷二十四下·食貨志第四下》，“後五歲，天鳳元年，復申下金銀龜貝之貨，頗增減其賈直。而罷大小錢，改作貨布，長二寸五分，廣一寸，首長八分有竒，廣八分，其圜好徑二分半，足枝長八分，間廣二分，其文右曰「貨」，左曰「布」，重二十五銖，直貨泉二十五。貨泉徑一寸，重五銖，文右曰「貨」，左曰「泉」，枚直一，與貨布二品並行。又以大錢行乆，罷之，恐民挾不止，迺令民且獨行大錢，與新貨泉俱枚直一，並行盡六年，毋得復挾大錢矣。”依此則大錢廢除在地皇元年（公元20年）。
《漢書·卷九十九下·王莽傳第六十九下》載，地皇元年，“是歲，罷大小錢，更行貨布，長二寸五分，廣一寸，直貨錢二十五。貨錢徑一寸，重五銖，枚直一。兩品竝行。敢盜鑄錢及偏行布貨，伍人知不發舉，皆沒入為官奴婢。”
有學者根據現存實物的大小輕重，將現存貨泉自好至坏分爲Ⅰ类、Ⅱ类、Ⅲ类。其中Ⅰ類可能為天鳳元年開始的改革初期鑄造；Ⅱ类可能為天鳳後期或地皇年間鑄造；Ⅲ类可能為东汉建武十六年，货布停铸，货泉却继续铸行后鑄造的，即所謂“光武貨泉”。

## 钱币价值
王莽币由于大多工艺细致，十分精美，又兼其中个别货币存世量极少，所以受到中外钱币研究者和收藏家的喜爱。其中有些还荣登古泉五十名珍等历代珍稀古钱币名录。存世的王莽币也为学者研究西汉末年、新朝及东汉初年的经济史、金融史、货币史等提供了重要的物证。